# NASA Office of Inspector General
Il NASA Office of Inspector General (NASA OIG o OIG) è l'ufficio dell'inspector general nella National Aeronautics and Space Administration, l'agenzia spaziale degli Stati Uniti d'America. La missione aziendale dell'OIG è "prevenire e scoprire il crimine, la frode, lo spreco, l'abuso e la conduzione incompetente, e promuovere  efficienza, efficacia ed economia nell'ambito della NASA."
L'attuale NASA Inspector General è Paul K. Martin.

## Storia e mandato

Logo NASA

Il NASA Office of Inspector General fu creato a norma dell'Inspector General Act of 1978 (Public Law 95-452). Quella legge ha creato alcuni Office of Inspector General (OIG) per fornire auditing indipendente e unità investigative presso 63 agenzie federali, tra cui la NASA.
La NASA OIG's Computer Crimes Division (CCD) ha avuto numerosi successi per quanto riguarda le indagini su intrusioni nelle reti informatiche della NASA. Tra i successi della CCD sono investigazioni in collaborazione con strutture analoghe americane e straniere, che hanno portato ad arresti, incriminazioni e condanne di hacker operanti da Venezuela, Italia, Turchia, Inghilterra, Portogallo, Nigeria e Romania.
I distintivi degli agenti speciali NASA OIG hanno un aspetto impressionante, poiché recano al centro il logo blu della NASA. Oltre al distintivo ogni agente porta credenziali che lo qualificano come autorità di polizia e contengono una foto da un pollice quadro che ritrae volto e busto dell'agente stesso. Gli agenti speciali NASA OIG sono armati, possono eseguire arresti e mandati di perquisizione. Ricevono addestramento per il servizio di polizia presso il Federal Law Enforcement Training Center di Glynco (Georgia). Il loro addestramento pratico comprende combattimento corpo a corpo, tecniche di arresto, uso di armi leggere e fucili a pompa, inseguimento ad alta velocità e tecniche di sbandata controllata, sicurezza in acqua, tecniche d'interrogatorio, addestramento alla sorveglianza e tecniche di perquisizione. Il corso teorico abbraccia il diritto penale, la procedura penale e le discipline collegate. I corsi comprendono agenti destinati a varie agenzie, e chi si diploma con il punteggio più alto ha il titolo di  class honor graduate ("diplomato d'onore del corso").

## Staff ed uffici
L'OIG impiega circa 190 persone, tra cui auditors, analisti, specialisti, investigatori, legali e addetti al supporto. Ha uffici presso 11 sedi NASA: NASA Headquarters, Dryden Flight Research Center, Ames Research Center, 
Jet Propulsion Laboratory, Lyndon B. Johnson Space Center, John C. Stennis Space Center, Langley Research Center, Kennedy Space Center, John H. Glenn Research Center, Goddard Space Flight Center, e George C. Marshall Space Flight Center. È diviso in quattro offices:
- Office of Audits (OA)
- Office of Investigations (OI)
- Computer Crimes Division (CCD)
- Office of Counsel (OC)
- Office of Management and Planning (OMP)